# Ilmari Rostila
Ilmari Rostila, född 1950 i Helsingfors, är en finländsk professor i masterprogrammet i socialt arbete och organisation av välfärdstjänster vid enheten Björneborg vid Tammerfors universitet. Han var chef för Björneborgsenheten 2004–2006. Han har en doktorsexamen i samhällsvetenskap.
Rostila är ordförande för finländarnas grupp i Tammerfors stadsfullmäktige. Han är styrelseledamot för Finlands förbund och grundare och ordförande för Vapaa Kielivalinta ry sedan 2007.
Rostila motsätter sig tvångssvenskan. Enligt hans mening är språkpolitiken verklighetslös, eftersom behoven av språkkunskaper inte motsvarar den genomförda språkpolitiken.